# PNG Air
PNG Air (anciennement Airlines PNG) est une compagnie aérienne papoue fondée en 1987 et dont le siège est situé à l'aéroport de Port Moresby-Jacksons. Elle assure des vols, intérieurs et internationaux. Son sigle IATA est CG et son code OACI est TOK.
Elle a commencé ses opérations en 1987 comme Milne Bay ou MBA.